# Naczynie jednomiarowe
Naczynie jednomiarowe – jest to naczynie posiadające wykalibrowane nacechowanie na jedną, konkretną objętość w ściśle określonych warunkach atmosferycznych (ciśnienia, temperatury). Przykładem naczynia jednomiarowego może być kolba jednomiarowa lub pipeta jednomiarowa.